# Pheugopedius
Pheugopedius és un gènere d'ocells de la família dels troglodítids (Troglodytidae) que viu en diferents hàbitats de la zona Neotropical.

## Taxonomia
Segons la Classificació del Congrés Ornitològic Internacional (versió 15.1, 2025) aquest gènere està format per 13 espècies:
- Cargolet gorjanegre (Pheugopedius atrogularis Salvin, 1865)
- Cargolet capnegre (Pheugopedius spadix Bangs, 1910)
- Cargolet ventrenegre (Pheugopedius fasciatoventris Lafresnaye, 1845)
- Cargolet cuallís (Pheugopedius euophrys Sclater, PL, 1860)
- (Pheugopedius schulenbergi Parker, TA & O'Neill, 1985)
- Cargolet inca (Pheugopedius eisenmanni Parker, TA & O'Neill, 1985)
- Cargolet bigotut meridional (Pheugopedius genibarbis Swainson, 1838)
- Cargolet bigotut septentrional (Pheugopedius mystacalis Sclater, PL, 1860)
- Cargolet corayà (Pheugopedius coraya Gmelin, JF, 1789)
- Cargolet alegre (Pheugopedius felix Sclater, PL, 1860)
- Cargolet pintat (Pheugopedius maculipectus Lafresnaye, 1845)
- Cargolet pit-roig (Pheugopedius rutilus Vieillot, 1819)
- Cargolet jaspiat (Pheugopedius sclateri Taczanowski, 1879)